# Fire hjerter
Fire hjerter (russisk: Сердца четырёх) er en sovjetisk film fra 1941 af Konstantin Judin.

## Medvirkende
- Valentina Serova som Galina Murasjova
- Jevgenij Samojlov som Pjotr Koltjin
- Ljudmila Tselikovskaja som Aleksandra Murasjova
- Pavel Shpringfeld som Gleb Zavartsev
- Lisa Dmitrijevskaja som Antonia Murasjeva